# Локца
Локца (словац. Lokca) — село, громада округу Наместово, Жилінський край. Кадастрова площа громади — 24,2 км².
Населення 2392 особи (станом на 31 грудня 2018 року).

## Географія
Протікає річка Груштінка і Будінський потік.

## Історія
Локца згадується 1552 року.

## Населення
| Рік:            | 1994. | 2004.   | 2014.   | 2024.   |
| --------------- | ----- | ------- | ------- | ------- |
| Кількість осіб: | 2048  | 2201    | 2328    | 2524    |
| Різниця:        |       | +7,47 % | +5,77 % | +8,41 % |

| Рік:            | 2023. | 2024.   |
| --------------- | ----- | ------- |
| Кількість осіб: | 2480  | 2524    |
| Різниця:        |       | +1,77 % |